# Filodes fulvibasalis
Filodes fulvibasalis is een vlinder uit de familie van de grasmotten (Crambidae), uit de onderfamilie van de Spilomelinae. De wetenschappelijke naam van deze soort is voor het eerst voorgesteld door George Francis Hampson in een publicatie uit 1899.
De spanwijdte bedraagt ongeveer 3 centimeter.
De soort komt voor in Indonesië (Tanimbar-eilanden) en Australië (Queensland).